# Katsikás
Katsikás (Katsikas) är en ort i Grekland.   Den ligger i prefekturen Nomós Ioannínon och regionen Epirus, i den centrala delen av landet, 300 km nordväst om huvudstaden Aten. Katsikás ligger 486 meter över havet och antalet invånare är 3 885. Den ligger vid sjön Límni Pamvótida.
Terrängen runt Katsikás är varierad. Runt Katsikás är det ganska glesbefolkat, med 35 invånare per kvadratkilometer. Närmaste större samhälle är Ioánnina, 5,6 km nordväst om Katsikás. Trakten runt Katsikás består till största delen av jordbruksmark.